# فابيانو فلورا
فابيانو فلورا هو لاعب كرة قدم برتغالي، ولد في 29 مايو 1985 في فيسيو في البرتغال.